# Campelo (León)
Campelo es una localidad española perteneciente al municipio de Arganza, en la comarca de El Bierzo, provincia de León, comunidad autónoma de Castilla y León.
Festividad: el 13 de junio, día de San Antonio. De interés: iglesia parroquial, castro prerromano en las proximidades.

## Personalidades
- Juan López-Tormaleo y Teijeiro, gobernador interino de Cuenca (Ecuador) y oidor de la Real Audiencia de Quito.